# Louis Auguste Roubaud
Pour les articles homonymes, voir Roubaud.
Louis Auguste Roubaud, dit Roubaud le jeune, né le 29 février 1828 à Cerdon (Ain) et mort le 11 avril 1906 à Paris, est un sculpteur français.
Son frère aîné, François Félix Roubaud (1825-1876), est aussi sculpteur.

## Biographie

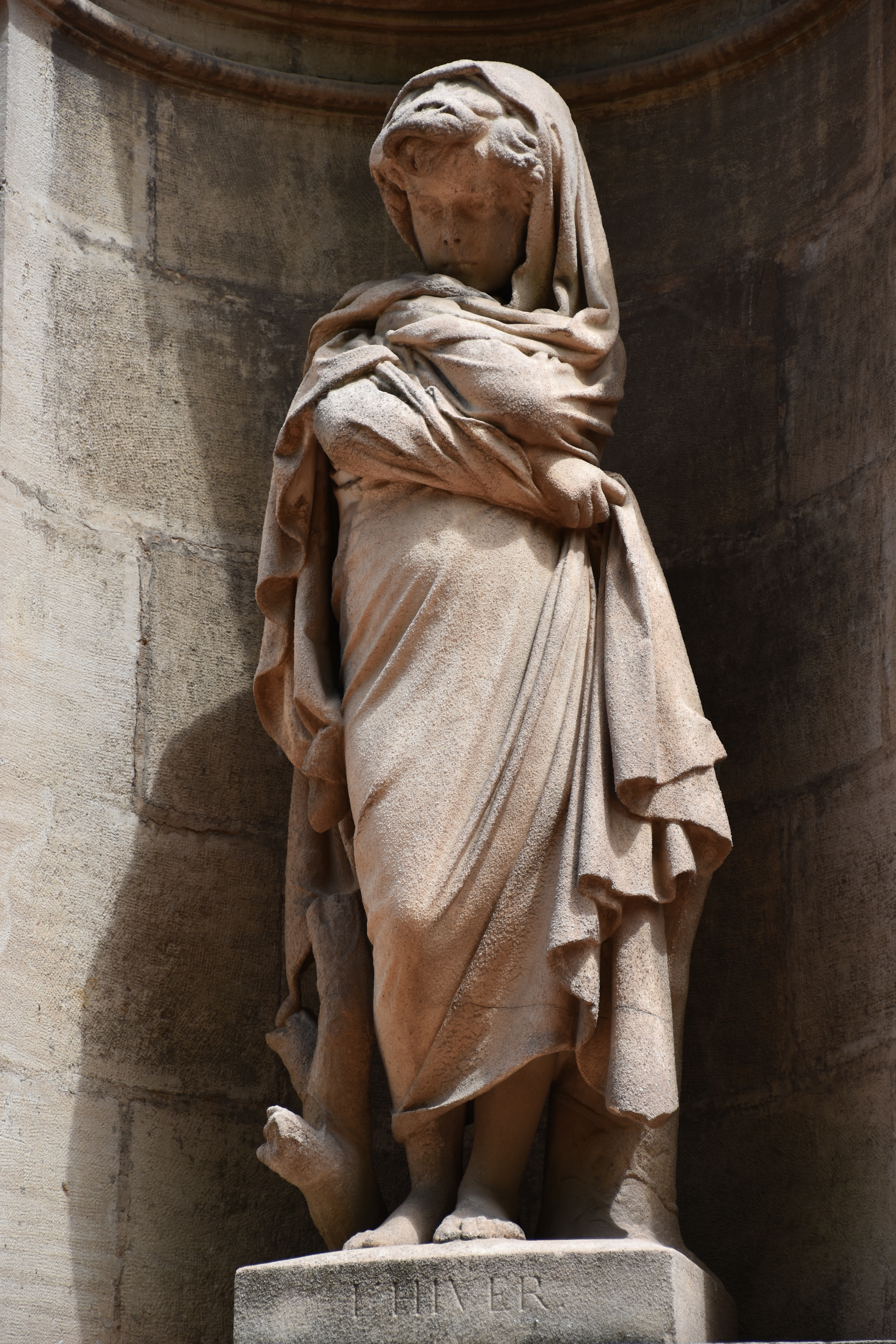
L'Hiver (1870), Lyon, orangerie du parc de la Tête d’or.

Louis Auguste Roubaud a mené une carrière mêlée à celle de son frère, François Félix Roubaud. De quatre ans plus jeune, il est comme lui, élève de l'École de La Martinière avant d'entrer à l'École des beaux-arts de Lyon en même temps que son aîné. Il y reste une seule année en 1847 et remporte une mention d'anatomie. Il entre en 1855 à l’École des beaux-arts de Paris où il suit l’enseignement de Francisque Duret et d’Hippolyte Flandrin. Il concourt sans succès au prix de Rome de 1857. Il participe à son premier Salon en 1861.
Louis Auguste Roubaud fera une longue carrière aux Salons parisiens : médaillé en 1865, 1866, 1875, 1879, 1889, il termine sociétaire de la Société des artistes français, hors concours. Il remporte des médailles en bronze à l'Exposition universelle de Paris de 1889 et à celle de 1900.

## Son œuvre
Louis Auguste Roubaud commence sa carrière officielle par des portraits. Il expose cinq bustes au Salon de 1861, parmi lesquels celui de Madame des Guidi.
Sa première commande est un buste de Beethoven, mal reçut par l'inspecteur des Beaux-Arts qui, dans son rapport, lui reproche une conception trop expressive du portrait hors des normes admises. L'artiste en donne plusieurs versions, dont l'une en marbre est longtemps restée au dépôt des marbres, et une autre en bronze. L'œuvre connaît pourtant un certain succès populaire. Le sculpteur est soutenu à Paris par son compatriote Henri Vicaire, directeur des Eaux et Forêts et par Hippolyte Flandrin, à cause de leur amour commun pour le Bugey.
La première figure du sculpteur, Vocation, montrant un jeune berger sculptant son canif, peut-être autobiographique, a touché ses compatriotes ainsi que Théophile Gautier, et rappelle les jeunes pâtres parvenus à la célébrité, dont Giotto est le plus illustre. Résultat de sept années d'effort, la sculpture est acquise par l'État et moulée, non sans difficultés, puis fondu en 1881, l'affaire ne se terminant qu'en 1888.
À Lyon, Louis Auguste Roubaud, comme son frère, éprouve bien des difficultés. Une figure de L'Hiver lui est commandée pour le premier projet de fontaine, dit « Danton », des quatre saisons, exécuté par la suite, après modifications, place des Jacobins à Lyon. Les archives lyonnaises montrent que l'esquisse déplaît à la commission de la ville. Joseph-Hugues Fabisch termine Le Printemps et L'Été en 1868, Louis Auguste Roubaud achève L'Hiver en 1872. L'opposition de Fabisch, le déplacement de la fontaine et son changement de thème rendent l'affaire inextricable. Roubaud envoie des mémoires interminables. Il y a litige pour le prix et le paiement.
Louis Auguste Roubaud obtient alors l'acquisition de la Vocation (1873) et de L'Attente (1974), au moment où le sculpteur engage de gros frais pour exécuter le Joueur de triangle (1875). La détérioration de l'état de santé de son frère, à Lyon, coïncide avec la mise en concours du décor de la nouvelle façade du théâtre des Célestins. Après la mort de son frère, Louis Auguste Roubaud recueille certaines œuvres de celui-là dans son atelier parisien.
Roubaud exécute un grand nombre de médaillons. Ils ont parfois orné des tombeaux. Dans la galerie des bustes de Roubaud figurent ses protecteurs, parfois exposés nominalement au Salon en raison de leur célébrité ou de leur notoriété : Saint-René Taillandier (Salon de 1892), le portrait posthume du sénateur Édouard Réveil (Salon de 1896). Le buste de Charles Robin est acquis par l'État à cause de sa ressemblance et bien qu'une commande ait déjà été passée à un autre sculpteur pour un buste de cette même personnalité, preuve de la réelle considération dont a joui son talent de portraitiste.

## Œuvres dans les collections publiques
France
- Bergerac, place de la République : Monument des Mobiles ou Monument aux morts de la guerre de 1870, 1890, statue en bronze[4].
- Châteauroux :
  - La Vocation, marbre, Musée Bertrand
  - Athanase Coquerel, 1867, buste plâtre[5].
- Châtillon-sur-Marne : Monument à Urbain II, 1887, statue en bronze[6].
- Grenoble, musée-bibliothèque, façade : La Science, 1872, statue en pierre[7].
- Lyon :
  - théâtre des Célestins, façade : La Comédie et La Tragédie, 1883, statues en pierre.
  - musée des Beaux-Arts :
    - Sébastien des Guidi, 1859, buste en marbre ;
    - Jacques-Germain Soufflot, 1845, buste en marbre[1].

  - parc de la Tête d'or, orangeraie : L'Hiver, 1869, statue en pierre. Elle ornait autrefois la fontaine de la place Carnot[5].
- Mâcon, musée des Ursulines : La Vocation, 1888, statuette en bronze[8].
- Paris :
  - cimetière du Père-Lachaise :
    - Louis Auguste Pirou, 1863, buste en marbre blanc[9] ;
    - Philippe Léchelle, membre de sociétés savantes et philanthropiques, 1879, buste en marbre blanc[9].

  - église Notre-Dame-de-la-Nativité, façade : Saint Paul, vers 1870, statue en pierre.

Italie
- Cava de' Tirreni, abbaye territoriale de la Très-Sainte-Trinité de Cava : Statue d’Urbain II, 1892, fonte, réplique réduite de la statue du monument de Châtillon-sur-Marne[10].

Œuvres de Louis Auguste Roubaud
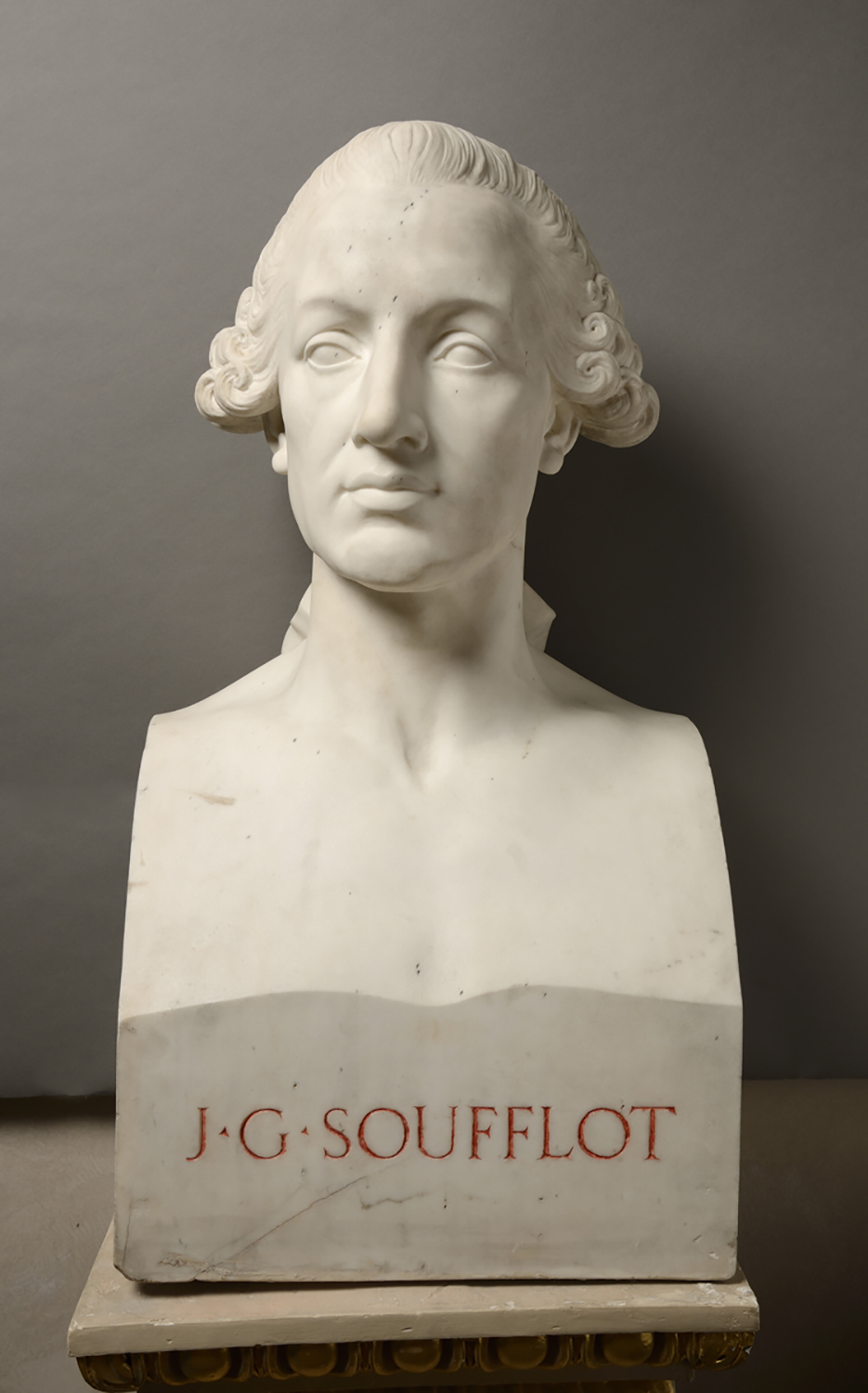
Jacques-Germain Soufflot (1845), marbre, musée des Beaux-Arts de Lyon.
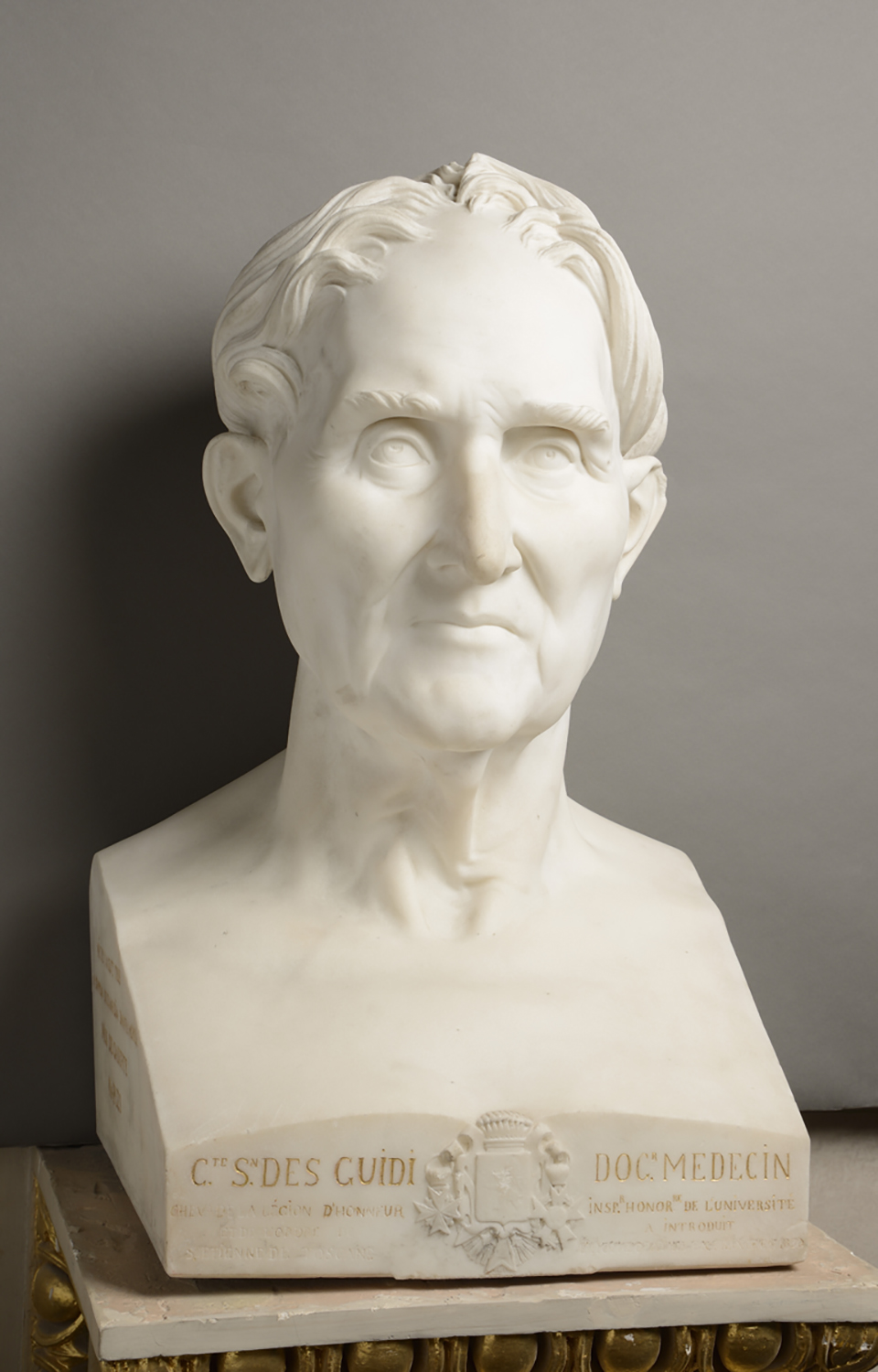
Sébastien Des Guidi (1859), marbre, musée des Beaux-Arts de Lyon.
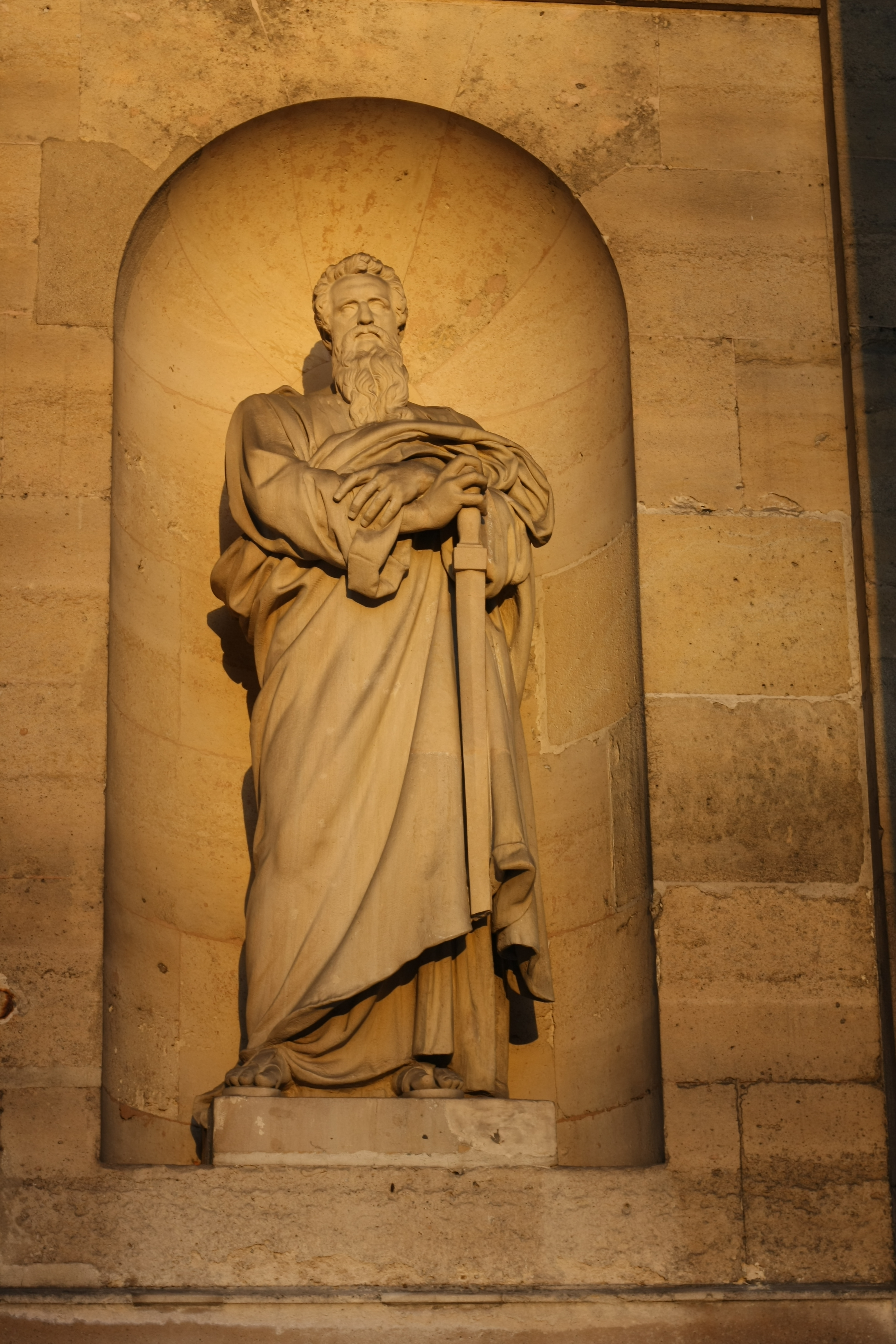
Saint Paul (vers 1870), Paris, église Notre-Dame-de-la-Nativité de Bercy.
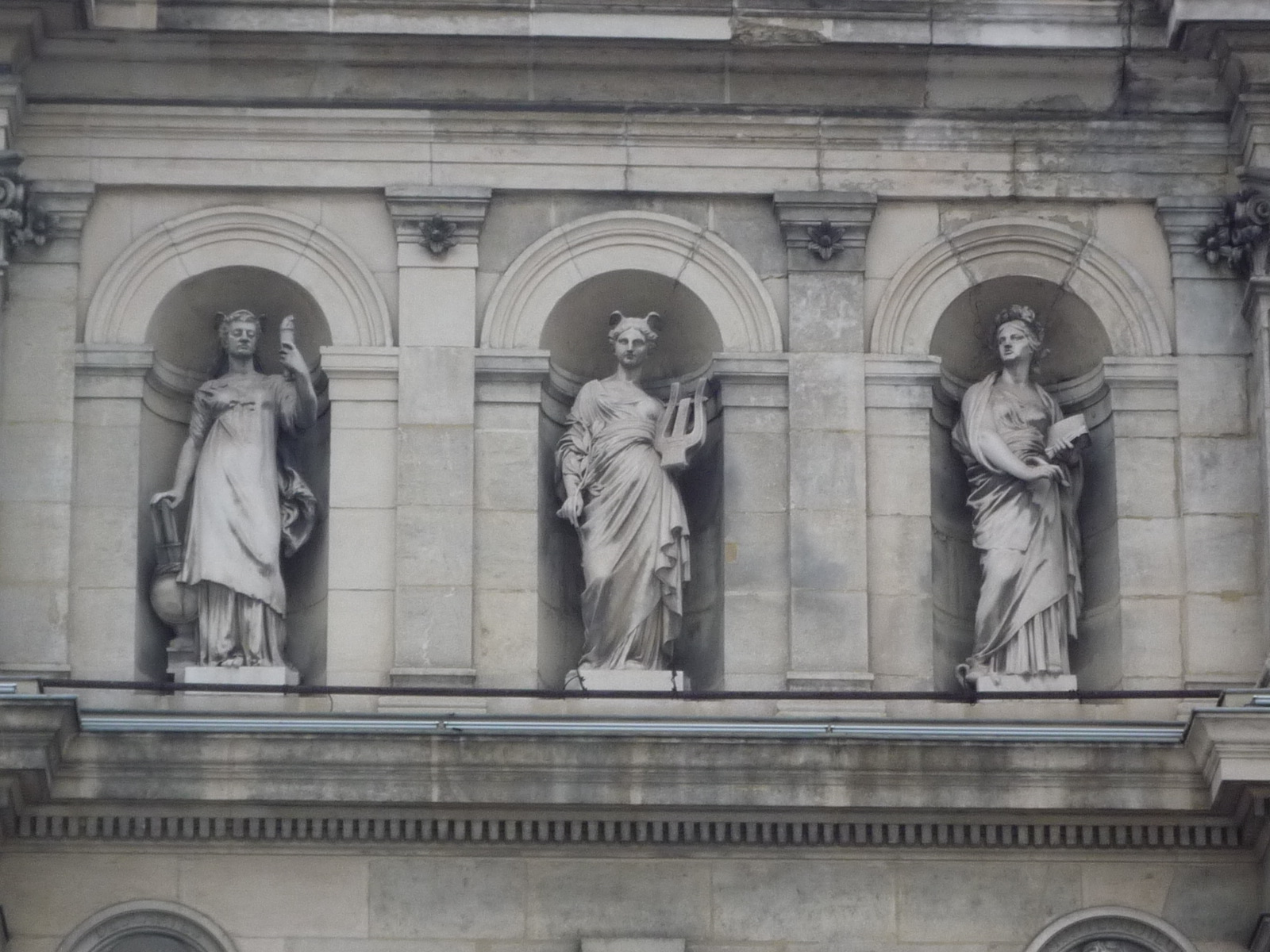
La Science (1872), au milieu, musée-bibliothèque de Grenoble.
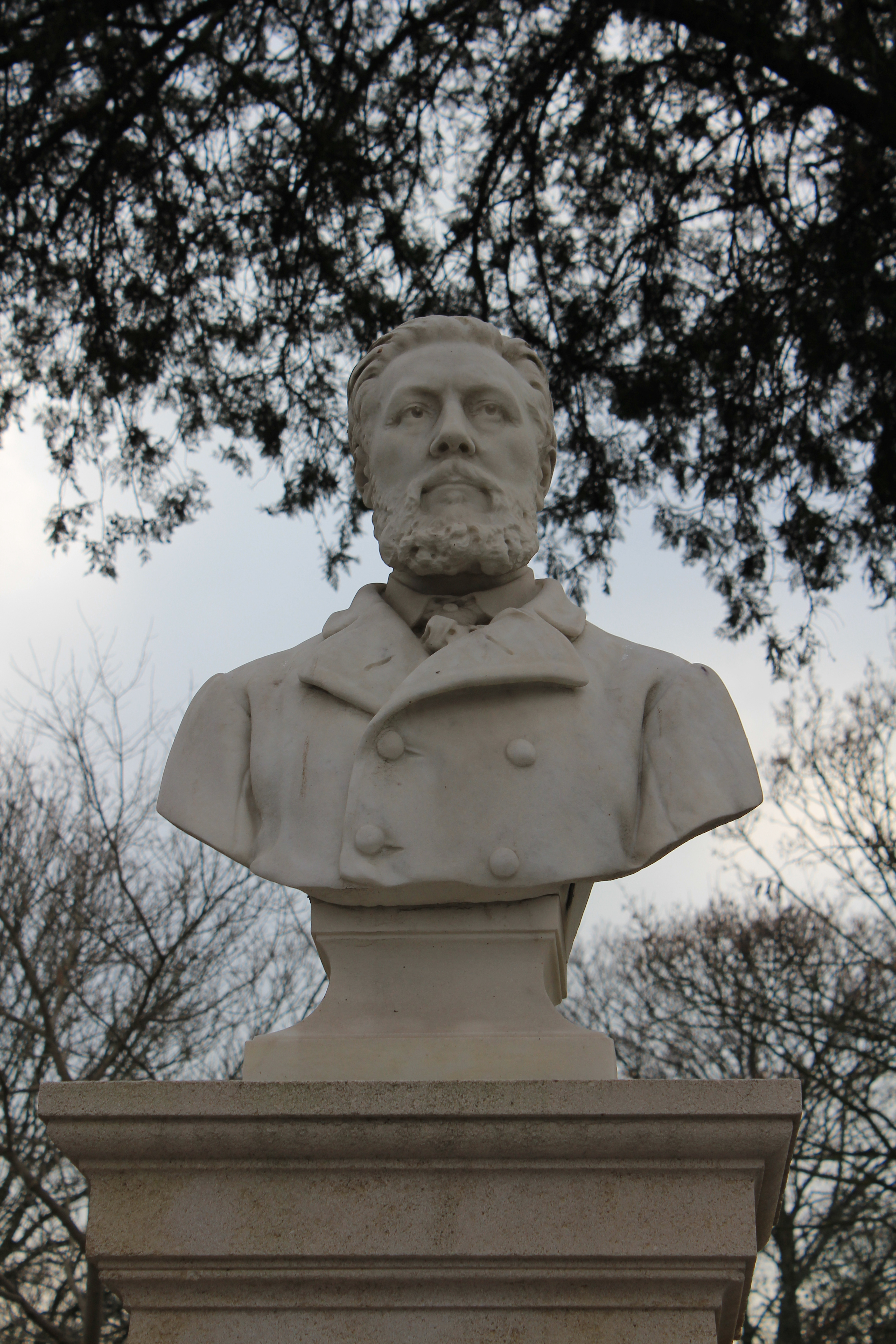
Philippe Léchelle (1879), Paris, cimetière du Père-Lachaise.
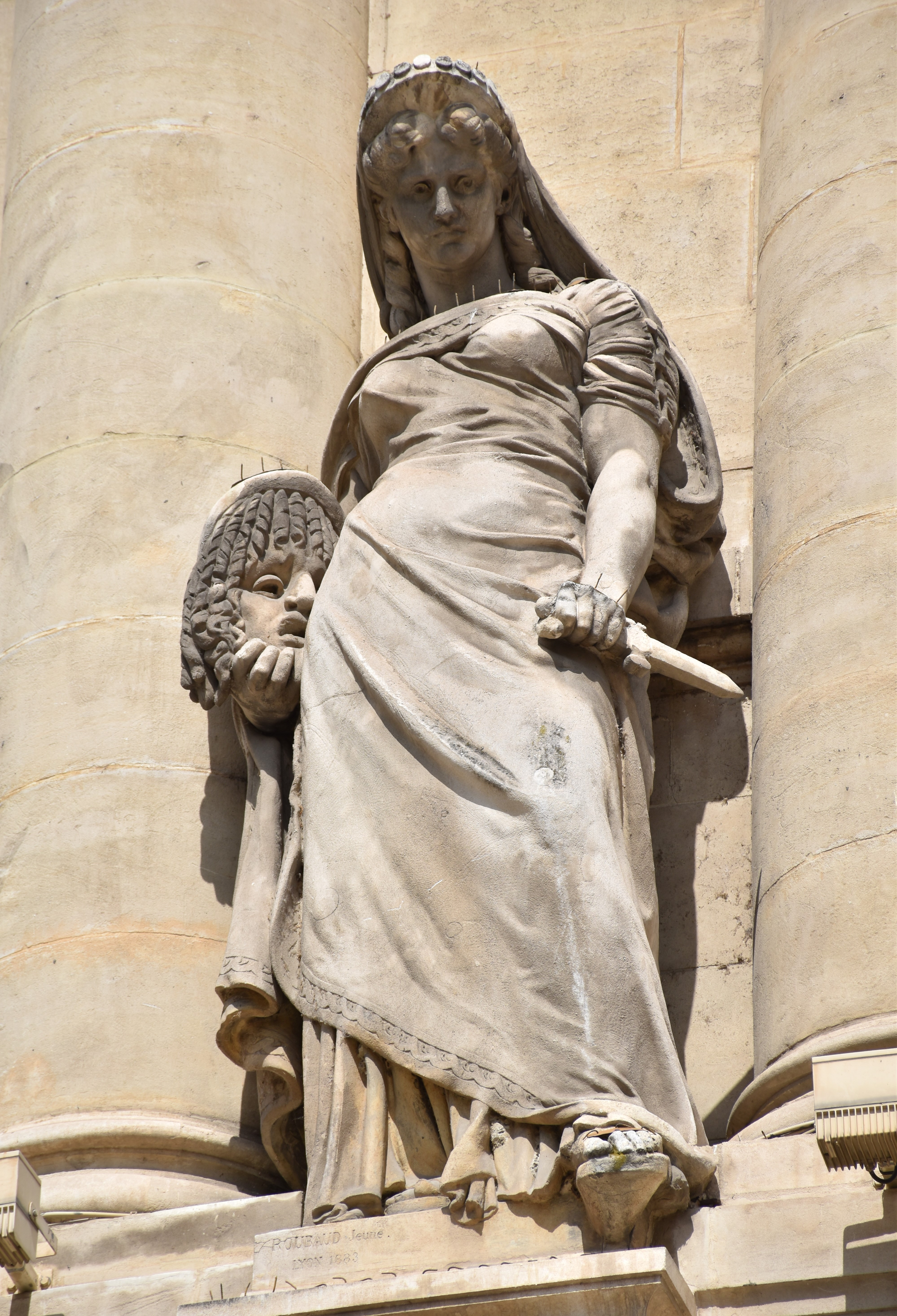
La Tragédie (1883), Lyon, façade du théâtre des Célestins.
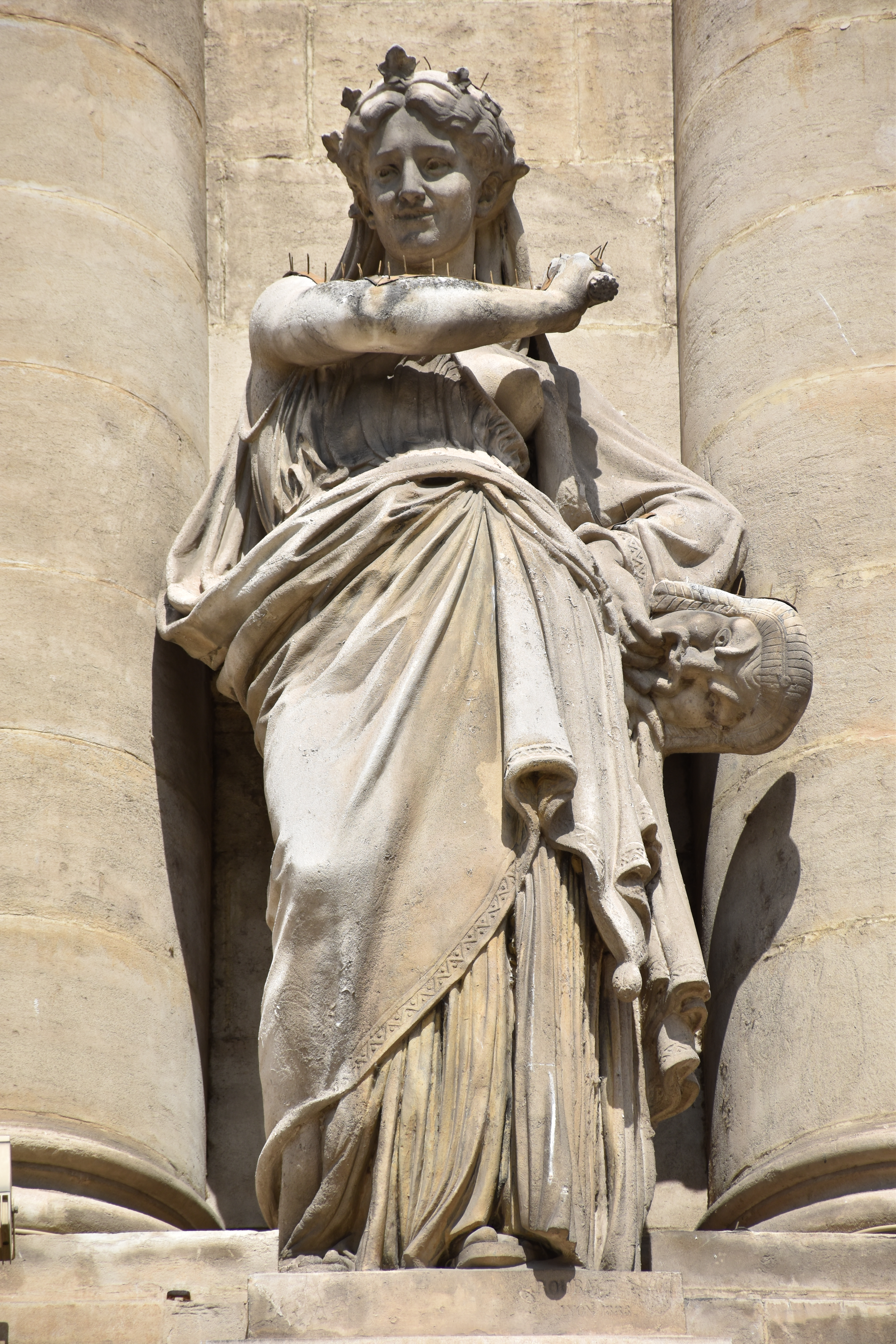
La Comédie (1883), Lyon, façade du théâtre des Célestins.
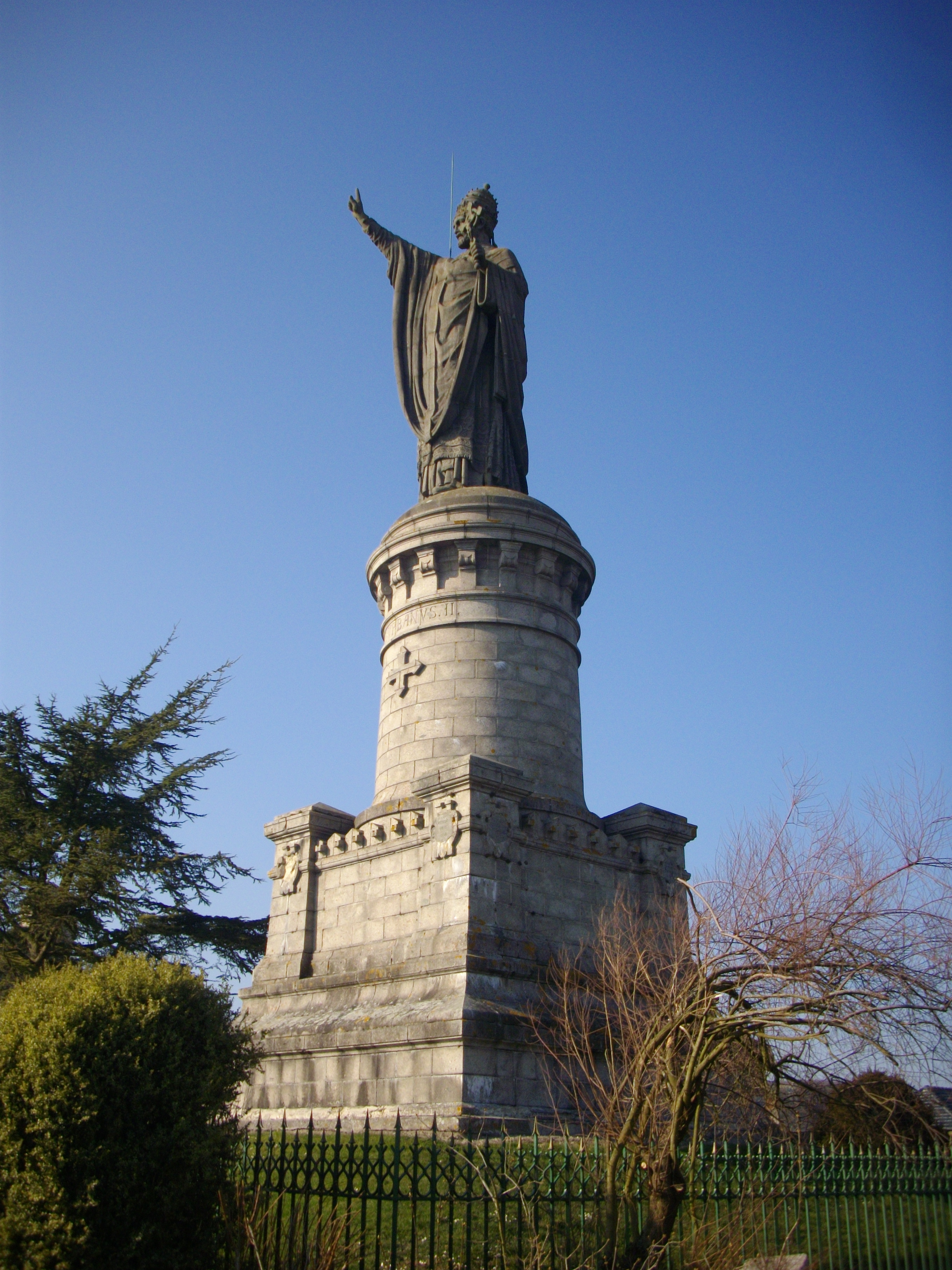
Monument à Urbain II (1887), Châtillon-sur-Marne.
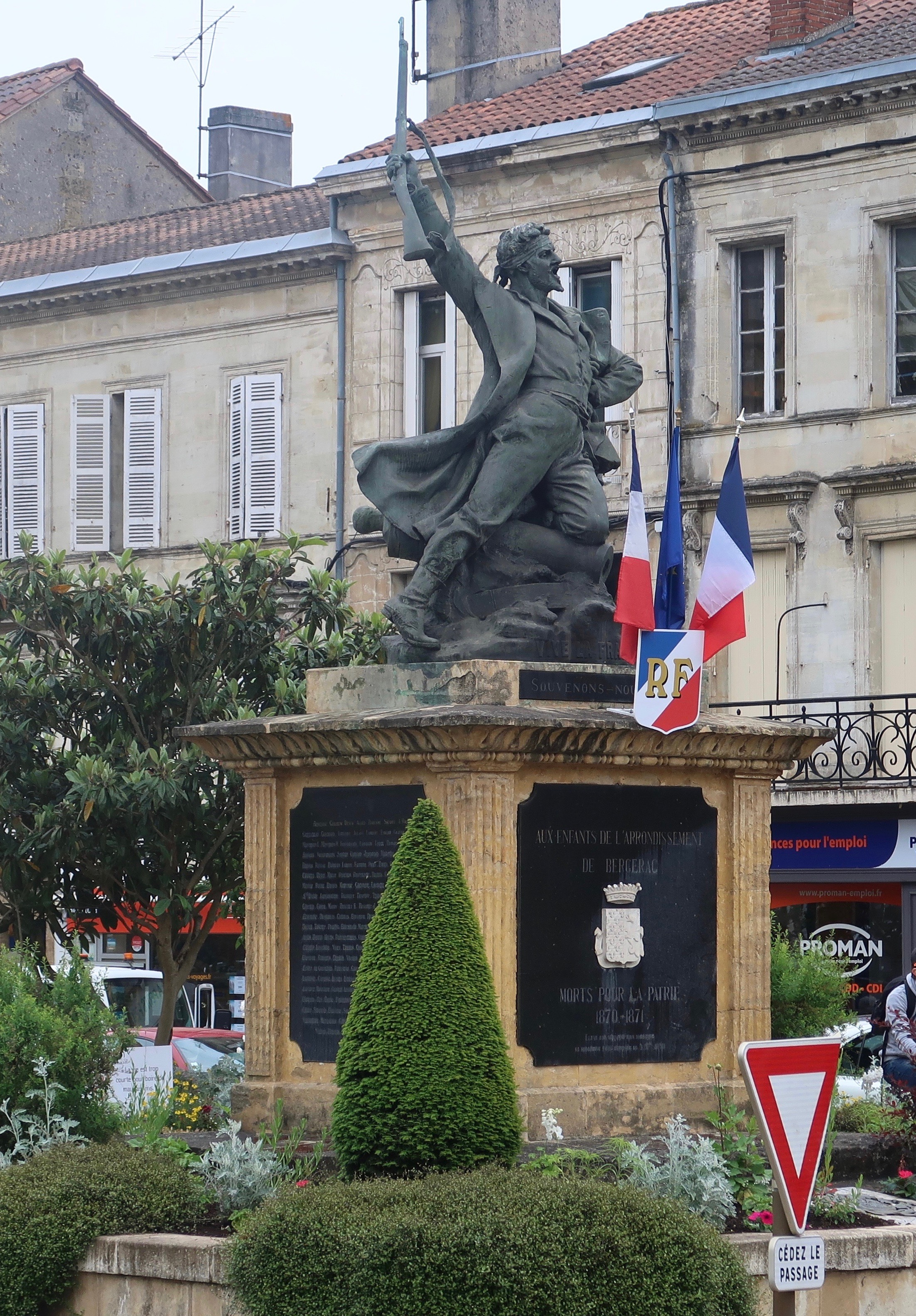
Monument des Mobiles  (1890), Bergerac.

## Salons
Salon des artistes français :
- 1863 : 
  - Louis Auguste Pirou, buste en marbre, 50 cm[7] ;
  - Étude d'enfant, plâtre[5] ;
  - Marguerite de Bénévent, buste marbre[5] ;
  - La Vocation, groupe marbre[5].
- 1869 : Beethoven, buste en marbre[7].
- 1875 : Le Joueur de triangle, 1866, statue plâtre[11],[5].
- 1881 : Philippe Léchelle, buste.
- 1888 : La Vocation, bronze[12].